# Landbouwkrediet-Colnago/Saison 2009
Mannschaft und Erfolge des Team Landbouwkrediet-Colnago in der Saison 2009.

## Erfolge

### Erfolge in der UCI Europe Tour
| Datum       | Rennen                      | Kat. | Fahrer        |
| ----------- | --------------------------- | ---- | ------------- |
| 1. Mai      | Meiprijs                    | 1.2  | Denis Flahaut |
| 30. Mai     | 4. Etappe Belgien-Rundfahrt | 2.HC | Bert De Waele |
| 13. Oktober | Nationale Sluitingsprijs    | 1.1  | Denis Flahaut |

### Erfolge im Cyclocross 2008/2009
| Datum         | Rennen                                              | Fahrer   |
| ------------- | --------------------------------------------------- | -------- |
| 21. September | GP Neerpelt Wisselbeker Eric Vanderaerden, Neerpelt | Sven Nys |
| 11. Oktober   | Grand Prix de la Région Wallonne, Dottignies        | Sven Nys |
| 12. Oktober   | Superprestige, Ruddervoorde                         | Sven Nys |
| 19. Oktober   | Weltcup, Kalmthout                                  | Sven Nys |
| 1. November   | Koppenbergcross, Oudenaarde                         | Sven Nys |
| 1. November   | Vlaamse Houtlandcross, Eernegem                     | Sven Nys |
| 16. November  | Superprestige, Gavere                               | Sven Nys |
| 23. November  | Superprestige, Hamme-Zogge                          | Sven Nys |
| 7. Dezember   | Weltcup, Igorre                                     | Sven Nys |
| 13. Dezember  | Grote Prijs Rouwmoer, Essen                         | Sven Nys |
| 29. Dezember  | Noordzeecross, Middelkerke                          | Sven Nys |
| 1. Januar     | Grote Prijs Sven Nys, Baal                          | Sven Nys |
| 11. Januar    | Belgische Meisterschaft                             | Sven Nys |
| 25. Januar    | Weltcup, Mailand                                    | Sven Nys |
| 4. Februar    | Parkcross Maldegem, Maldegem                        | Sven Nys |
| 8. Februar    | Superprestige, Hoogstraten                          | Sven Nys |
| 15. Februar   | Superprestige, Vorselaar                            | Sven Nys |
| 22. Februar   | Internationale Sluitingsprijs, Oostmalle            | Sven Nys |

## Mannschaft

### Zugänge – Abgänge
| Zugänge             | Team 2008                 | Abgänge             | Team 2009          |
| ------------------- | ------------------------- | ------------------- | ------------------ |
| Denis Flahaut       | Scott-American Beef       | Nico Sijmens        | Cofidis            |
| Mathieu Drouilly    | Mitsubishi-Jartazi        | Ian Stannard        | ISD-Neri           |
| Martial Ricci-Poggi | Mitsubishi-Jartazi        | Wouter Van Mechelen | Fidea Cycling Team |
| Geert Verheyen      | Mitsubishi-Jartazi        | Andy Cappelle       | Palmans-Cras       |
| Koen Barbé          | Topsport Vlaanderen       | Ed Clancy           | Team Halfords      |
| Jonathan Bertrand   | Bodysol-Euro Millions-PCW | Jan Kuyckx          | Verandas Willems   |
| Kevin Peeters       | Ex-Profi (Davo 2007)      | Steven Kleynen      | Karriereende       |
|                     |                           | Paul Manning        | Unbekannt          |

### Kader
| Name                | Geburtstag          | Nationalität |              |
| ------------------- | ------------------- | ------------ | ------------ |
| Frédéric Amorison   | 16. Februar 1978    | Belgien      |              |
| Koen Barbé          | 20. Januar 1981     | Belgien      |              |
| Dirk Bellemakers    | 19. Januar 1984     | Niederlande  |              |
| Jonathan Bertrand   | 03. März 1988       | Belgien      |              |
| David Boucher       | 17. März 1980       | Frankreich   |              |
| Bert De Waele       | 21. Juli 1975       | Belgien      |              |
| Sébastien Delfosse  | 29. November 1982   | Belgien      |              |
| Mathieu Drouilly    | 31. Januar 1986     | Frankreich   |              |
| Denis Flahaut       | 28. November 1978   | Frankreich   |              |
| Benjamin Gourgue    | 09. März 1986       | Belgien      |              |
| Filip Meirhaeghe    | 05. März 1971       | Belgien      |              |
| Kevin Neirynck      | 16. November 1982   | Belgien      |              |
| Sven Nys            | 17. Juni 1976       | Belgien      |              |
| Kevin Peeters       | 05. Februar 1987    | Belgien      |              |
| Rob Peeters         | 02. Juli 1985       | Belgien      |              |
| Martial Ricci-Poggi | 25. September 1980  | Frankreich   |              |
| Bert Scheirlinckx   | 01. November 1974   | Belgien      |              |
| Geert Verheyen      | 10. März 1973       | Belgien      |              |
| Stagiaires          | Stagiaires          | Nationalität | Nationalität |
| Davy De Scheemaeker | Davy De Scheemaeker | Belgien      |              |
| Baptiste Planckaert | Baptiste Planckaert | Belgien      |              |
| Tom Van Den Haute   | Tom Van Den Haute   | Belgien      |              |